# 北部モンゴロイド
北部モンゴロイド（ほくぶモンゴロイド）は、ユーラシア大陸北部に居住するモンゴロイドの下位区分の人種概念。新モンゴロイドに属す。

## 特徴
新モンゴロイドに属す亜人種の中でも、特に寒冷適応を受けており、新モンゴロイド的特徴を最も顕著に持つ。皮膚は淡黄褐色で、顔毛や体毛が少なく、極度に平面的な顔をもち、眼裂はごく細い。大きく北方系（サモエード系、ウゴル系、ツングース系、朝鮮系、エスキモー人種（イヌイット）、旧アジア人種（旧アジア語族の総称）など）と中央アジア・モンゴル系（モンゴル系、テュルク系）に大別できるが、モンゴル系は中部モンゴロイド（一部が古モンゴロイドとの混血）との中間形質を示し、中央アジア系はコーカソイドとの混血人種である（ツラン人種）。北方系は特にフラットフェースであり、Y染色体ハプログループN系統との関連性が考えられる。
さらに、南方系は中部モンゴロイドのシナ・チベット系（チベット系、華北の漢民族）と南部モンゴロイド（華南の漢民族、台湾人、ベトナムのキン族、ミャンマーのビルマ族とカレン族とモン人、ラオスのラーオ族、タイ北部のタイ族の一派の山岳民族シャン族）に分類される。とくに南部モンゴロイドは、中部モンゴロイドと古モンゴロイド系に属するインドシナ人種との混血人種とされる。
また、大和民族は北方系古モンゴロイドに属するアイノイドと、新モンゴロイド（北部モンゴロイド、中部モンゴロイド、南部モンゴロイド）との混血とされる。

## 下位区分
北方系（バイカル型）：色白で、極度に平らな顔。
- ウラル系
  - サモエード派
    - ネネツ人（ネネツ自治管区・ヤマロ・ネネツ自治管区・タイミル自治管区・ノヴァヤゼムリャ）
    - エネツ人（オビ川下流）
    - ガナサン人（タイミル半島）
    - セリクプ人（エニセイ川中流域）

  - ウゴル派（ほとんどがコーカソイドと混血している）
    - ハンティ人（ハンティ・マンシ自治管区）
    - マンシ人（ハンティ・マンシ自治管区）
- テュルク系
  - サハ人（ヤクート人）（サハ共和国。シャーマニズム信仰）
  - ドルガン人（タイミル自治管区。シャーマニズム信仰）
- ツングース派
  - エヴェンキ人（エヴェンキ自治管区）
  - ネギダール人（アムール川及びアムグン川流域）
  - オロチ人（アムール川流域）
  - ナナイ人（ホジェン族）（アムール川流域）
  - オロチョン族（スタノヴォイ山脈周辺）
  - 満洲族（満洲、清朝成立後中国各地に拡散）
  - シベ族（シボ族）/（女真族の一支族であるシベ氏族を起源とする）
  - ウィルタ民族（オロッコ）/（樺太北東部）
- ユカギール人（コリマ川流域）
- 朝鮮民族（朝鮮半島）（中部モンゴロイドに含まれることもある）

モンゴル系：バイカル型と中部モンゴロイドとの中間形質を示す。
- モンゴル系（一部がコーカソイドと混血している）
  - モンゴル族（モンゴル国・内モンゴル自治区）
  - トゥ族（モンゴル高原から青海省・甘粛省に移住。吐谷渾の末裔）
  - ダウール族（モンゴル族と異なる文化をもつ。内モンゴル自治区のフルンボイル市及び黒龍江省等）
  - ブリヤート人（ブリヤート共和国・ウスチオルダ・ブリヤート自治管区・アガ・ブリヤート自治管区）
  - オイラト族（西モンゴル高原に居住。テュルク系ともいわれる）
    - カルムイク人（カルムイク共和国。チベット仏教を信仰）

  - ハザーラ人（アフガニスタンの少数民族。モンゴル帝国の末裔、バーミヤン遺跡付近に居住）
  - トンシャン族（モンゴル族のイスラム教徒）
  - バオアン族（モンゴル族のイスラム教徒。モンゴル兵士の末裔といわれている）
  - 東部ユグル族（粛南ユグル族自治県に居住。チベット仏教・シャーマニズム信仰。西部ユグル族はテュルク系）

中央アジア系（ほとんどがコーカソイドと混血している（ツラン人種））
- テュルク系　
  - アルタイ人（アルタイ共和国。シャーマニズム信仰）
  - ハカス人（ハカス共和国。シャーマニズム信仰）
  - トゥヴァ人（トゥヴァ共和国。チベット仏教・シャーマニズム信仰）
  - バシキール人（バシコルトスタン共和国）
  - チュヴァシ人（チュヴァシ共和国）
  - ショル人（ケメロヴォ州。ロシア正教・シャーマニズム信仰）
  - サラール族（中央アジアからきたオグス族の一派で漢族や回族やチベット族と融合）
  - 西部ユグル族（粛南ユグル族自治県に居住。チベット仏教。東部ユグル族はモンゴル系）
  - カザフ人（カザフスタン共和国）
  - キルギス人（キルギス共和国）
  - ウズベク人（ウズベキスタン共和国）
  - トルクメン人（トルクメニスタン）
  - カラカルパク人（カラカルパク自治共和国）
  - ノガイ族（ダゲスタン共和国北部のテレク川・クマ川間の地域など）
  - カラチャイ人（カラチャイ・チェルケス共和国など）
  - ウイグル族（新疆ウイグル自治区）